# Constantinusi adománylevél
A constantinusi adománylevél (latinul: Donatio Constantini) egy, feltehetően a 8. században keletkezett hamisított okirat amely alapján I. Constantinus római császár a pápaságnak, illetve annak fejének, Szilveszter pápának adományozta Itália területét, és ezzel megalapozta az egyházi államot. Az adománylevél nyomán a pápaság igyekezett elismertetni a császársággal szembeni felsőbbségét (Dictatus Papae). A hamisított adománylevél az ál-izidori gyűjtemény (latinul: Collectio Pseudo-Isidoriana) része.

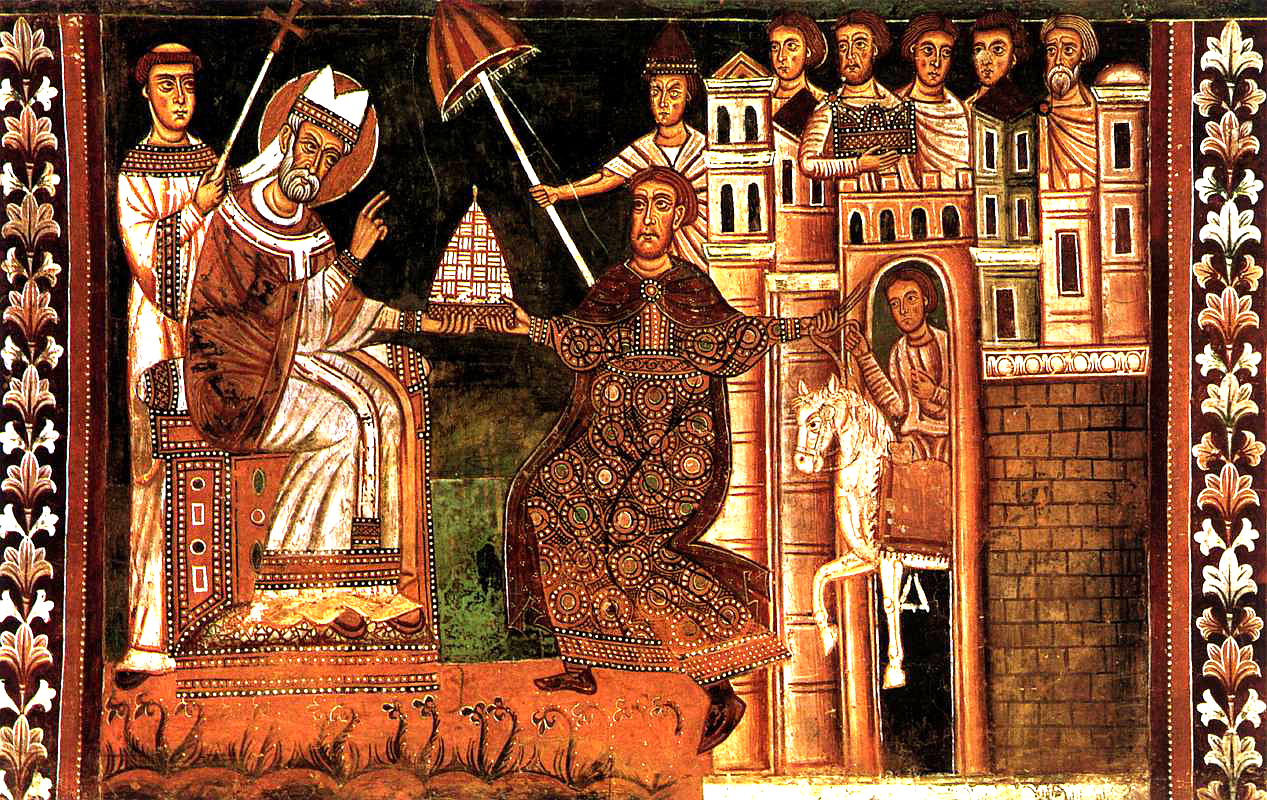
13. századi freskó I. Sziveszter pápával és I. Constantinus római császárral.
A festmény szintén a valóság utólagos meghamisítását tükrözi, mivel Konstantin császár nem hódolt be a római püspöknek („pápának”), hanem önmagát tartotta „a keresztény alattvalók legfőbb püspökének”.
(Santi Quattro Coronati bazilika, Róma)

A hamisítás tényét először a neves humanista, Lorenzo Valla bizonyította be, amivel lényegében megalapozta a modern filológiát. Az oklevél ennek ellenére felbecsülhetetlen forrás, mivel tartalmazza a kora középkori pápaság ideológiáját, illetve a 11. századig rendezte az egyházi és világi hatalom viszonyát. Az adománylevélben I. Constantinus egyes szám első személyben adja elő betegségének, csodálatos gyógyulásának és megkeresztelésének, végül a hálából ezért a pápaságnak adott adományainak történetét.

## Az adománylevél által előadott történet
Mivel midőn a lepra súlyos szennye egész testemet megtámadta, és a számos odasereglő orvos kezelésétől nem nyertem egészséget, akkor eljöttek a Capitolium papjai, mondván: medencét kell készítenem a Capitoliumon, megtölteni az ártatlan ifjak vérével, s abban megfürödve tisztulhatok meg a láztól.

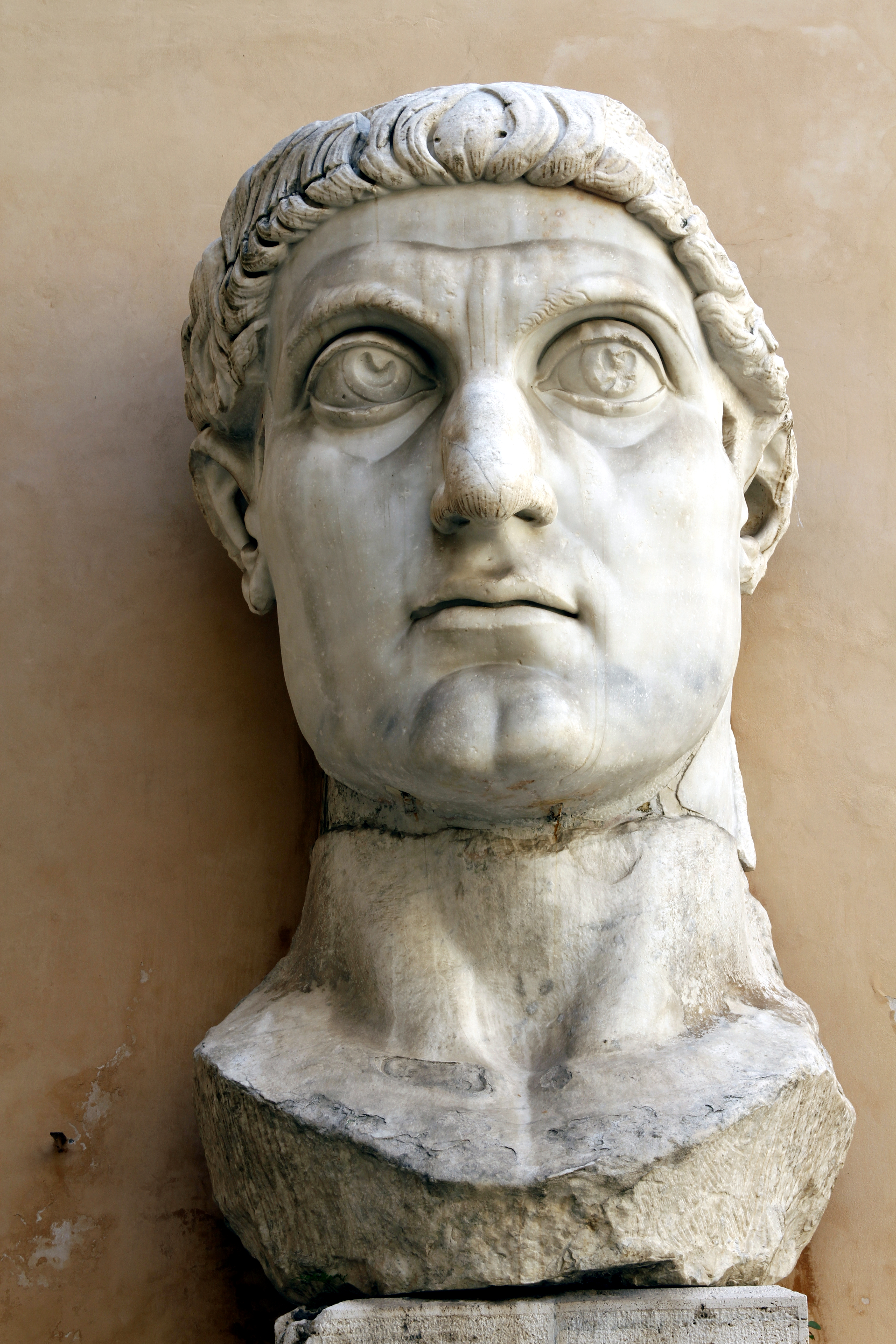
Nagy Konstantin kolosszusának feje a Musei Capitoliniben, Rómában

A császár leprába esett, és senki nem tudta meggyógyítani. A pogány papok tanácsára ekkor egy nagy medencét építtetett, hogy ártatlan ifjak vérével töltse meg, majd megmerítkezzen benne. Mikor azonban meglátta az ifjak síró szüleit, meghatódott és mindenkit szabadon engedett. Még ugyanazon az éjjelen álmában megjelent neki Szent Péter és Szent Pál és elmondták neki, hogy hálából jóságáért elárulják hogyan gyógyulhat meg: fel kell keresnie Szilveszter pápát, aki a császár keresztényüldözése elől a Seraptis-hegyen rejtőzött el.
A császár felkereste a pápát, aki bemutatta neki Péter és Pál képét, amelyben a császár felismerte az álmában megjelenteket. Ezt követően vezekelt, majd megmerítkezett a keresztelőmedencében és a pápa olajjal a homlokára rajzolta a keresztet. Miután ily módon megkapta a keresztséget, a császár palotát építtetett a Lateránon a pápának, maga is 12 kosár földet hordva ki a vállán. Majd ezt követően adományt tett, kiváltságokkal ruházva föl a pápát és a római papságot, az erről szóló oklevelet az említett apostolok sírjára helyezte, majd lovászfiúként vezette a pápa lovát, végül elhatározta, hogy Bizáncba költözik, mert nem illő, hogy ott legyen a palotája a földi uralkodónak, ahol az égi uralkodó elrendelte személy uralkodik. A császár végül meghagyta, hogy senki utánajövő uralkodó ne merészelje az adományt megváltoztatni.

## Az adomány tartalma

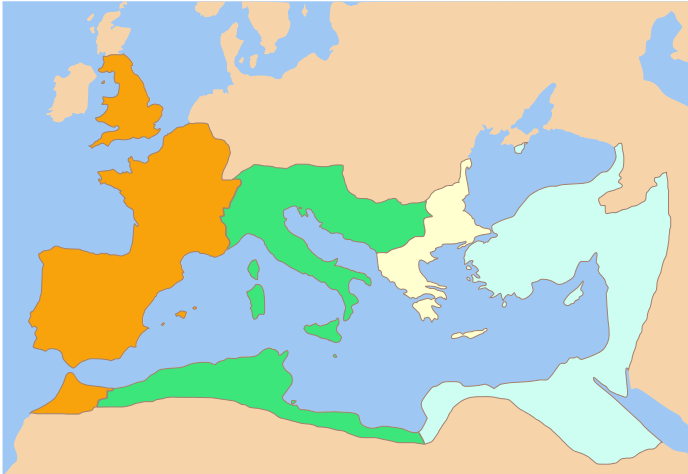
A Római Birodalom I. Constantinus halálának évében, 337 szeptemberében

„A szent és oszthatatlan háromság, az Atya, a Fiú és a Szentlélek nevében. Imperator Caesar Flavius Constantinus Krisztus Jézusban, e Szentháromságból való egyetlen üdvözítő Urunkban és Istenünkben hű, szelíd, hatalmas és jóságos, alemann, gót, szarmata, germán, brit, hun, kegyes boldog győzedelmes, diadalmas és örökké fenséges, az atyák legboldogabb atyjának, Szilveszternek, Róma város püspökének és pápájának, s valamennyi utódának, akik boldog Péter székében ülnek az idők végezetéig, nemkülönben az egész földkerekségen ezen császári rendeletünkkel a szentséges római egyház alá rendelt valamennyi tiszteletre méltó főpapnak és Isten előtt kedves katolikus püspöknek, akik most és minden hátralevő időben hivatalukban lesznek, kegyelem, békesség, szeretet, öröm, hosszú türelem, irgalom mindnyájatokkal a Mindenható Atyaistentől, az ő fiától Jézus Krisztustól és a Szentlélektől.”
„És mivel az evilági császári hatalom a miénk, úgy határoztunk, hogy szentséges római egyházát hódolattal megajándékozzuk (inkább, mint a mi hatalmunkat s földi trónunkat), és boldog Péter szentséges székét dicsőségesen fölmagasztaljuk, juttatván neki hatalmat, a dicsőség kiváltságát, császári hatáskört és tiszteletet.”
„Határozatunk szerint elrendeljük, hogy a főséget tartsa úgy a négy kiemelkedő szék, tudniillik az antiochiai, az alexandriai, a konstantinápolyi és a jeruzsálemi, az egész földkerekségen Isten minden egyháza fölött; és a főpap, aki ezen szentséges római egyház fölött fog állni, emelkedjen ki a földkerekség minden papja közül, legyen elöljárója azoknak, és az ő döntésére intézmények mindazon dolgokat, melyek Isten tiszteletét és a keresztény hit állandóságát gondozzák.”
„…nekik (ti. Péternek és Pálnak) az égi birtokok megalapozásaként prédiumokat adományoztunk, ezeket különböző javakkal gazdagítottuk, és császári rendeleteink levelével úgy keleten, mind nyugaton valamint az északi és a déli területeken, tudniillik Judeában, Graeciában, Asiában, Thraciában, Africában és Itáliában, s a különböző szigeteken adományokat engedtünk át nekik, abból a megfontolásból, hogy a mi igen boldog Szilveszter főpap atyánk és utódai rendelkezzenek valamennyi felett.”
„Azért, hogy a papi föveg ne értéktelenedjen, hanem ékesebb legyen, mint az evilági császárság méltósága és dicsőségének hatalma, íme, így palotánkat (ahogy említettük), mint Róma városát, egész Itália és a nyugati területek provinciáit, vidékeit és városait a gyakran mondott legboldogabb főpapnak, a mi Szilveszter atyánknak, egyetemes pápának átadva és örökítve az ő, vagy főpapi utódai hatalmának és uralmának szilárd császári ítélettel, ezen császári levelünk és ünnepélyes rendeletünk révén adjuk rendelkezésre és a római szentegyház fennhatóságában való állandó megmaradásra.”

## Utóélete

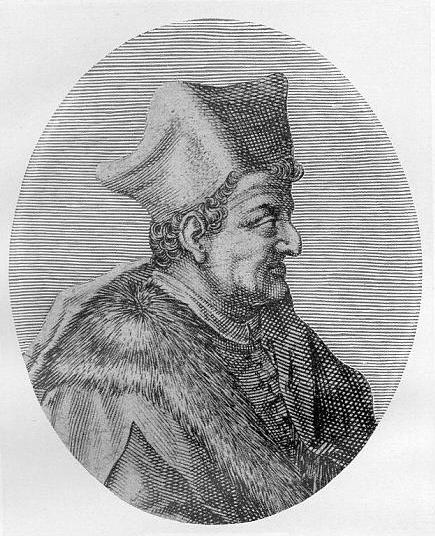
Lorenzo Valla 1440-ben Aragóniai Arnold udvarában adta ki a De falso creditentia et eminentitia Constantini donatione című művét

Bár az adománylevél hangsúlyozza, hogy a pápa a császártól kapta az adományt, ugyanakkor az is kiolvasható belőle, hogy a császár csak elismerte Isten akaratát ezzel – Róma kitüntetett szerepét a kereszténységben ugyanis az jelzi, hogy itt található a két apostolfejedelem sírja. A továbbiakban, az invesztitúraharcban inkább ez utóbbi vált a pápaság uralmi törekvéseinek hivatkozási alapjául, mint a császári adományozás.
Legkorábbi szövege a párizsi National- Bibliotheque CL 2777 számú kézirata, a Saint-Denis-kolostor formuláskönyvéből, amelyet legkésőbb 824-ben zártak le. I. Ottó császár az Ottonianum nevű okiratban újra is szabályozta a pápai birtokok pontos határait. Már a kora középkorban, III. Ottó udvarában felmerült, hogy esetleg hamisítványról van szó, de egészen Lorenzo Valla fellépéséig kellett várni, míg ez be is bizonyosodott. Valla 1440-ben Aragóniai Arnold udvarában adta ki a De falso creditentia et eminentitia Constantini donatione című művét. Ebben kimutatta, hogy az adománylevél által használt nyelvezet nem lehet Constantinus korabeli. Ráadásul a kortárs Eusebius is úgy tudta, hogy a császár csak a halála előtt keresztelkedett meg, nem pedig Konstantinápoly alapítása előtt. Azáltal pedig, hogy szentként tisztelt szövegekre is alkalmazta a filológiai módszert, Valla megnyitotta az utat a Biblia kritikai vizsgálata előtt.
Kutatások szerint, amikor Nagy Károly frank császár megpróbálta a teológia mellett az egyházjogot is megreformálni, I. Adorján pápától kért segítséget, mert teljes jogbizonytalanság uralkodott, és különféle egymásnak ellentmondó egyházi és világi jogszabálygyűjtemények voltak forgalomban. A pápa 774-ben elküldte Károly udvarába Dionysius Exiguus jogtudós kánongyűjteményét, amely más jogi gyűjteményekkel gazdagodva végül a Karoling-egyházjog alapja lett. Azonban később a gyűjteményt egy egész sor hamisítvány tette kérdésessé, amelyek pszeudo-izidori dekretálisok néven váltak ismertté. Ez a törvénykönyvgyűjtemény (Collectio Pseudo-Isidoriana) végül a középkor legnagyobb okirat-hamisításának bizonyult.
Piti Ferenc valószínűsíti, hogy az adománylevél a feltörekvő Karolingok és a Bizánctól függetlenedni akaró pápaság közötti megállapodás része lehetett. A Karoling-dinasztia le akarta tenni a Meroving uralkodót a trónjáról, és szüksége volt egyházi legitimitásra. A bizánciak és Aistulf longobárd király által szorongatott pápaságnak pedig védelmezőre volt szüksége. A koronázásért cserébe a pápa megkapta az adománylevélben biztosított kiváltságokat és védelmet a frankoktól. Ezt valószínűsítik az okirat hivatkozásai aktuálpolitikai eseményekre: a császár például megtekintheti az apostolok képmását, ami üzenet és állásfoglalás a képrombolásba merült Bizánc számára. Ugyanilyen állásfoglalás a császár gyakori hitvallása is, mellyel megerősíti a Nikaia–konstantinápolyi hitvallásban foglaltakat, szemben az Akakiosz konstantinápolyi pátriárka által kiadott állásfoglalással, mely engedményeket tesz a miafizita irányzatnak. Az adománylevélben foglalt császári magatartás egyes elemei mintává váltak: III. Pipin frank király szintén az apostolok sírjára helyezi a pápaság birtokait biztosító iratot, amellyel visszaadja a pápaság birtokait, majd lovászfiúként szolgál neki. A pápa lovának vezetése pedig a későbbi császári koronázás egyik szertartási elemévé vált.
Dante az adománylevéltől számítja a pápaság elanyagiasodásának kezdetét:
Istenné tettetek aranyat, ezüstöt, nálatok bálványimádó se rosszabb: egyet imád az, százakat a püspök. Aj, Konstantinus, látod, mennyi rosszat szült nem megtérésed, de adományod, mellyel először lett egy pápa gazdag!

## Az adománylevél keletkezése

### A régebbi hagyomány
A régebbi, igen elterjedt történeti felfogás szerint II. István pápa idején keletkezett az adománylevél. E szerint a hamisítvány a középkori pápák szemében az újonnan nyert világi hatalmuk régiségének igazolására szolgált. Egyúttal a pápát a császár fölé helyezte volna a világi hatalmak között, a keleti pátriárkák fölé pedig az egyházi hierarchiában. Amennyiben ez a keltezés a helytálló, úgy a hamisítás célja a frank királyokkal fennálló tényleges erőviszony megváltoztatása, az adományokból fakadó függés tagadása, illetve a Bizánctól való elszakadás igazolása.

### Újabb eredmények
Újabb kutatások a 800-as évek elejére, a császárkoronázás utánra teszik az adománylevél keletkezését. Filológiai vizsgálatok szerint a hamisítvány latinsága a IX. századi frank latinságnak felel meg. A hamisítás célja így a vetélkedő keleti és nyugati császárok viszonyában a bizánci császárság leértékelése, ezzel párhuzamosan a nyugati császárság felértékelése lehetett, azon az áron, hogy a pápát mintegy a császár fölé emeli. Ez a római császáreszmény pápai udvarbeli felfogásának kiindulópontja volna. Az adománylevél szövegét talán 804-ben Aachenben mutatta be III. Leó pápa a császárnak és esetleg ott szerezte meg annak másolatát Saint-Denis apátja.

## Magyarul
- A Constantinus-i adománylevél. Donatio Constantini – VIII. sz.; ford., sajtó alá rend., előszó, jegyz. Piti Ferenc; JATE, Szeged, 1995 (Documenta historica)